# Closer to God
«Closer» (в переводе с англ. — «Ближе») — песня американской индастриал-рок-группы Nine Inch Nails, пятый трек и второй сингл с их третьего студийного альбома The Downward Spiral; девятый официальный релиз группы по нумерации Halo, изданный в мае 1994 года под названием «Closer to God» (в переводе с англ. — «Ближе к Богу»).
Промосингл, распространённый по радиостанциям, включал в себя различные в плане длительности и цензурирования материала варианты песни; цензурированные версии песни и сопутствующего ей видеоклипа, поставленного Марком Романеком, получили успешную ротацию на радио и MTV. Несмотря на ошибочное, по большей части, восприятие как гимна похоти, «Closer» стала наиболее успешным синглом NIN на то время, закрепив за Резнором славу иконы «индустриальной» музыки и оставаясь одной из наиболее известных его песен.

## Обзор

### Композиция
В оригинальной версии, имеющей темп в 90 ударов в минуту, песня начинается характерным электронным битом — сильно изменённым семплом, сыгранном на большом барабане в песне Игги Попа «Nightclubbing» с альбома The Idiot; через некоторое время к биту присоединяется вокал вместе с паттернами синтезатора и тарелки. Звучание нарастает за счёт добавления новых слоёв, хотя и ослабевает в момент перехода в бридж; достигнув полной мощи, все партии обрываются, за исключением фортепиано; дважды повторяя «лейтмотив альбома» (третий раз за весь альбом, после появления в песнях «Piggy» и «Heresy»), партия последнего заканчивает песню.
В лирическом плане «Closer» должна была быть песней-размышлением о ненависти к себе и сексуальной одержимости, но, к ужасу Резнора, песня была неправильно интерпретирована публикой — её расценивали как гимн похоти в связи с припевом, содержащим известную строчку «I want to fuck you like an animal» (в переводе с англ. — «Я хочу сношаться с тобой, как животное»).

### Видеоклип
Видео снял режиссёр Марк Романек, оно впервые было показано 12 мая 1994 и принесло группе колоссальный успех. Клип стал популярен из-за нескольких скандальных образов, вдохновлённых работами Джоеля-Питера Уиткина: нагая женщина в маске с распятием, привязанная к кресту обезьяна, изображения вульв, Трент Резнор с кляпом во рту, в фетиш-маске и кандалах. Видео стилизовано под старый фильм. В конце видео показывают Резнора, играющего на меллотроне. Этот меллотрон — собственность Резнора, раньше принадлежал Джону Леннону и был использован в песне The Beatles «Strawberry Fields Forever».
Это один из двух клипов, снятых Романеком, которые были добавлены в коллекцию Музея современного искусства в Нью-Йорке. Второй — «Bedtime Story» Мадонны.
В 2006 году канал VH1 Classic включил клип в двадцатку величайших видео всех времён.

### Использование в поп-культуре
Песня «Closer» звучит по меньшей мере в трёх фильмах: ремикс этой песни «Closer (Precursor)» играет в начальных титрах триллера Дэвида Финчера «Семь» (1995), а оригинальная версия использована в спортивной драме Тони Скотта «Фанат» (1996) и в сцене погони на машинах в фильме ужасов «Попутчик» (2007).

## Список композиций
Песни «Closer» и «Heresy» написаны Трентом Резнором. Песня «Memorabilia» написана Марком Алмондом и Дэвидом Боллом.
| №  | Название                 | Ремикшеры / соучастники                                                     | Длительность |
| -- | ------------------------ | --------------------------------------------------------------------------- | ------------ |
| 1. | «Closer to God»          | Трент Резнор Шон Биван [англ.] Брайан Поллак                                | 5:05         |
| 2. | «Closer» (Precursor)     | Coil Дэнни Хайд [англ.]                                                     | 7:16         |
| 3. | «Closer» (Deviation)     | Джек Дэнгерс [англ.] Крейг Силви                                            | 6:15         |
| 4. | «Heresy» (Blind)         | Дэйв Огилви Энтони Вальчич Джо Бисара                                       | 5:32         |
| 5. | «Memorabilia»            | Резнор Робин Финк Биван Крис Вренна Поллак Джон ван Итон                    | 7:21         |
| 6. | «Closer» (Internal)      | Билл Кеннеди Скотт Хамфри [англ.] Джон «Гитус» Агуто Пол Декарли Эрик Кодье | 4:15         |
| 7. | «March of the Fuckheads» | Эдриан Шервуд                                                               | 4:43         |
| 8. | «Closer» (Further Away)  | Кеннеди Хамфри Агуто Декарли Кодье                                          | 5:45         |
| 9. | «Closer»                 |                                                                             | 6:26         |

## Позиции в чартах
| Чарт (1994)                      | Высшая позиция |
| -------------------------------- | -------------- |
| Австралия                        | 3              |
| Канада (RPM — Alternative Songs) | 5              |
| Канада (Hot 100)                 | 5              |
| Дания (DanishCharts)             | 12             |
| Великобритания                   | 25             |
| США (Hot Dance Club Songs)       | 29             |
| США (Hot Dance Music)            | 29             |
| США (Billboard Hot 100)          | 41             |
| США (Hot Mainstream Rock Tracks) | 35             |
| США (Hot Modern Rock Tracks)     | 11             |
| Чарт (2000)                      | Высшая позиция |
| Канада                           | 5              |